# Walter William Ouless

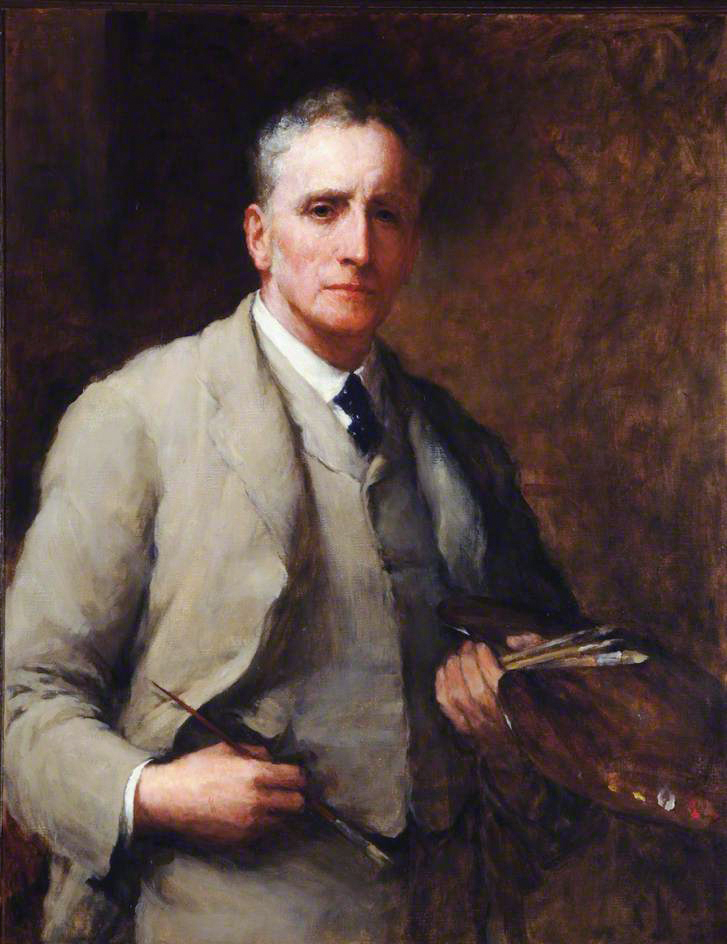
Självporträtt 1918.

Walter William Ouless, född 21 september 1848 i Saint Helier på Jersey, död 25 december 1933, var en brittisk porträttmålare.
Walter William Ouless var son till marinmålaren Philip John Ouless och Caroline Savage. Han växte upp på Jersey och flyttade till den brittiska huvudön 1864 för att studera vid  Royal Academy of Arts konstutbildning i London från 1865. Han började med genremåleri, men övergick efter råd av John Everett Millais till att koncentrera sig på porträttmåleri. Han var en erkänd porträttmålare, men gjorde också landskapsmålningar mot slutet av sitt liv.
Walter William Ouless ställde ut på Royal Academy of Arts från 1869, på den  brittiska avdelningen på Chicago-utställningen 1893 och på världsutställningen i Paris 1900. Han blev associerad medlem av Royal Academy of Arts 1877 och ordinarie medlem 1881.
Dottern Catherine Ouless (1879–1961) var också bildkonstnär.

## Bildgalleri

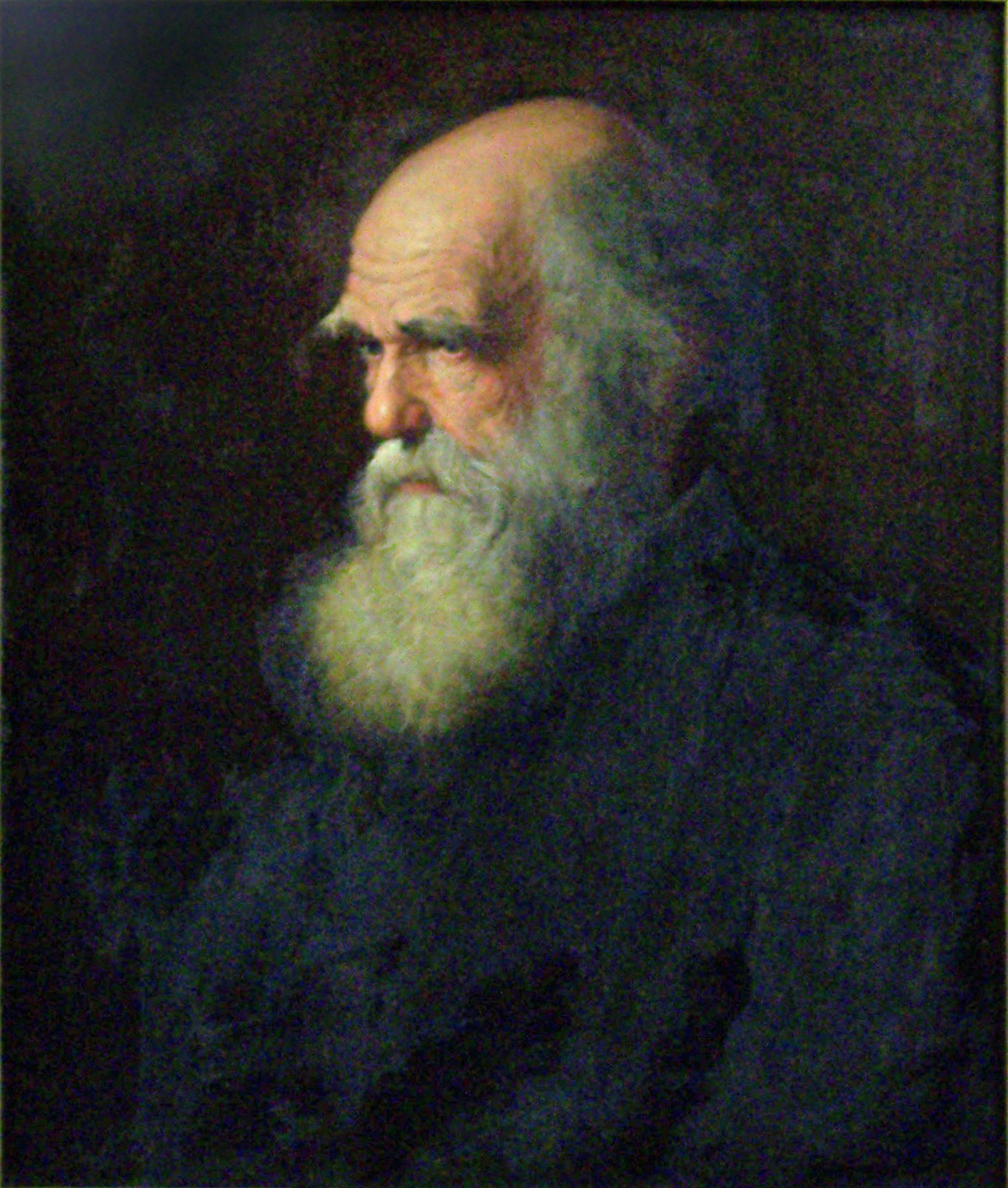
Porträtt av Charles Darwin 1875
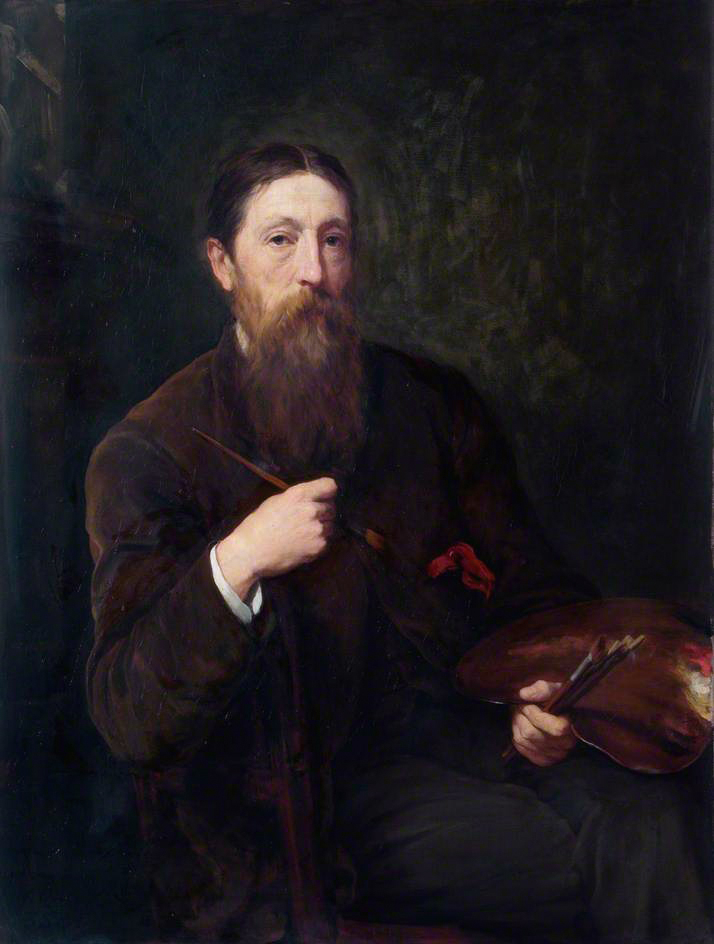
John Evan Hodgson 1884
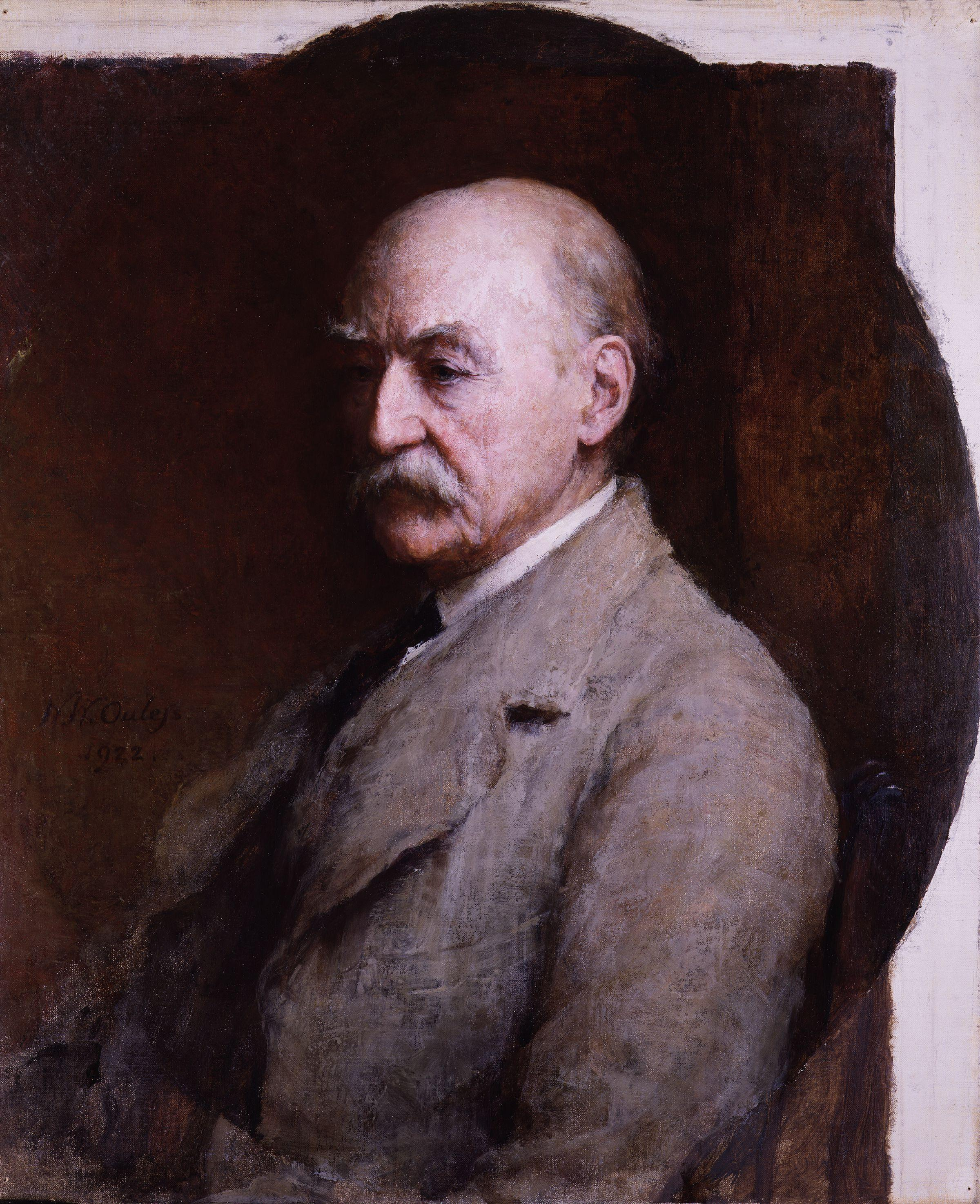
Thomas Hardy
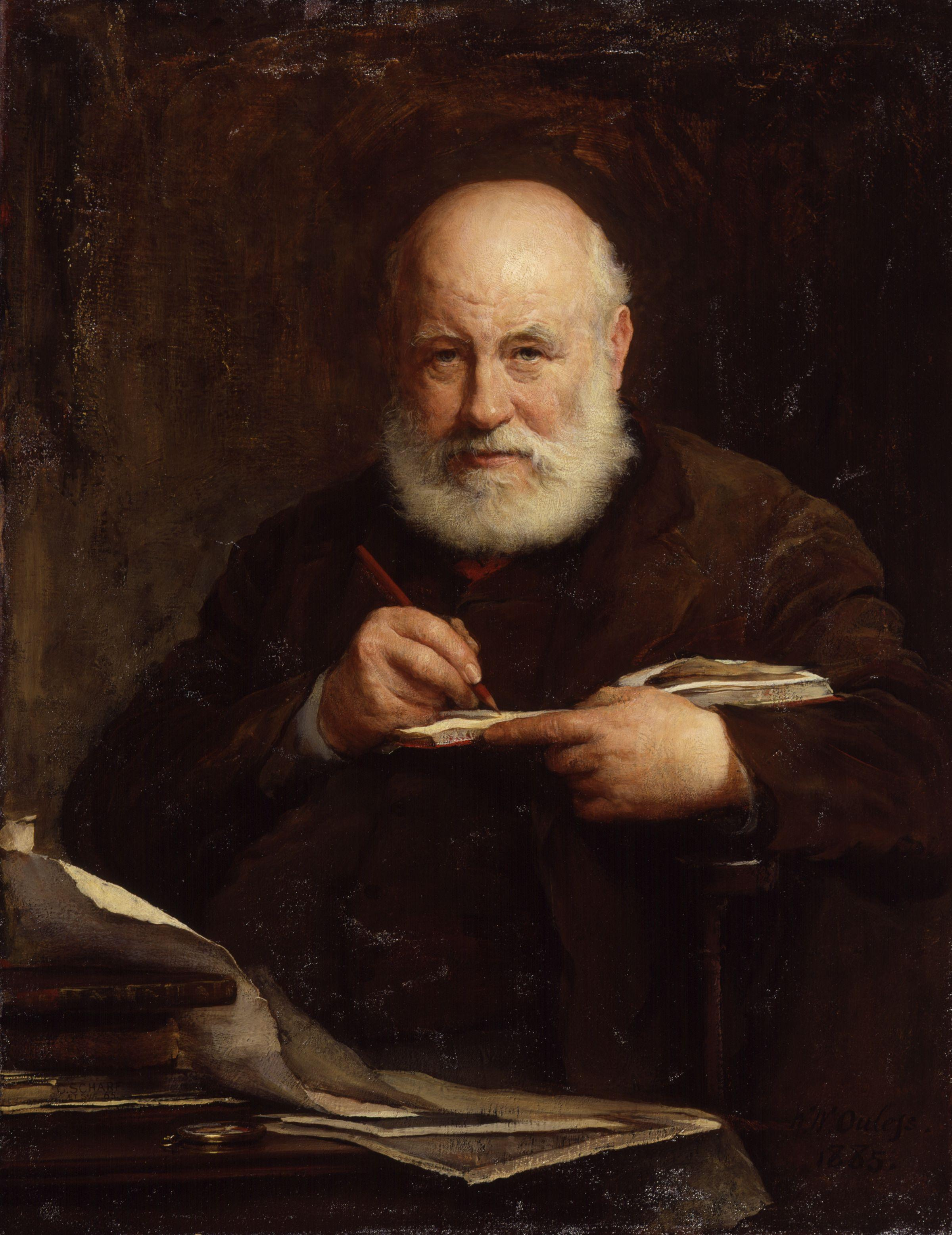
George Scharf 1885
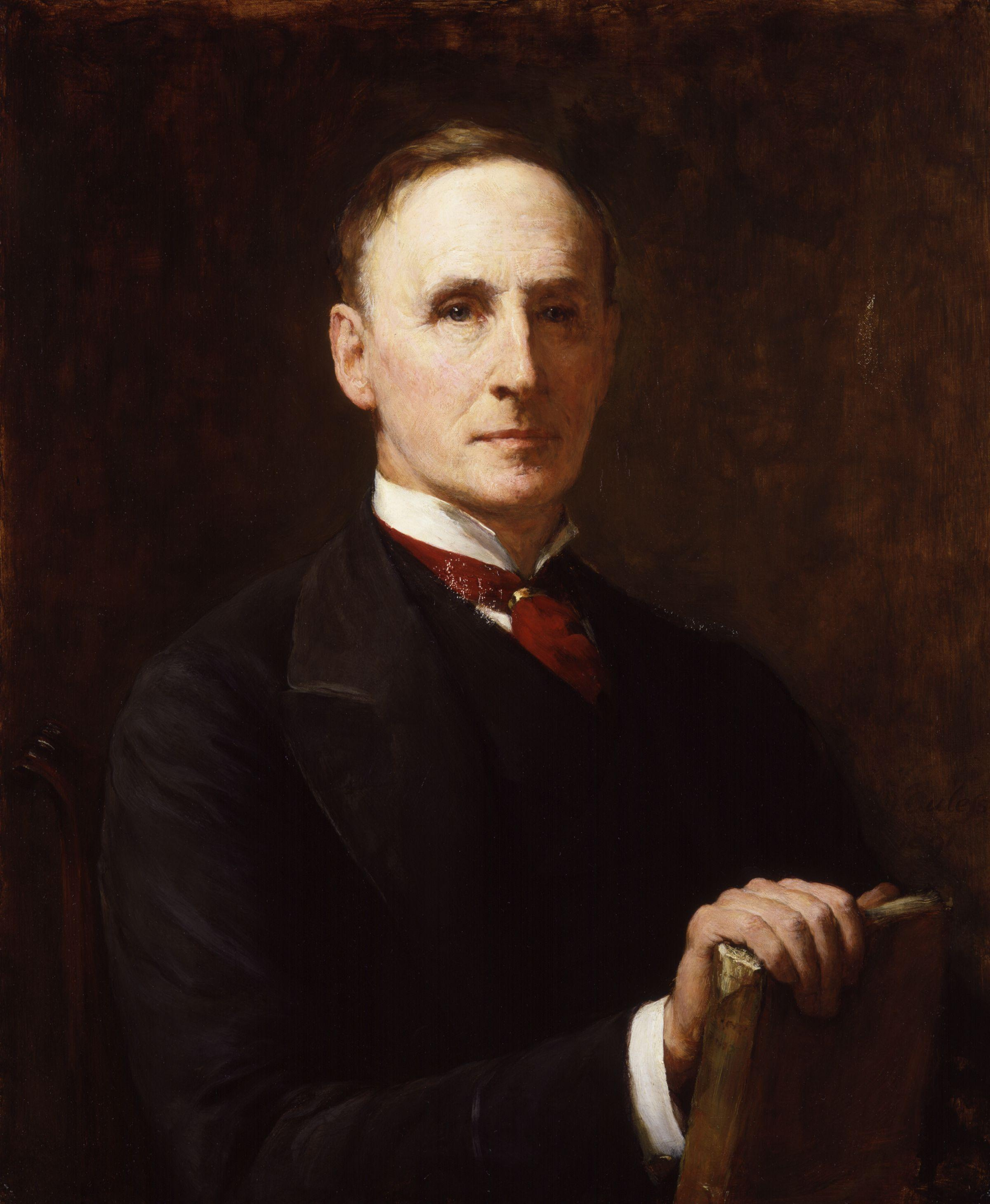
John Morley
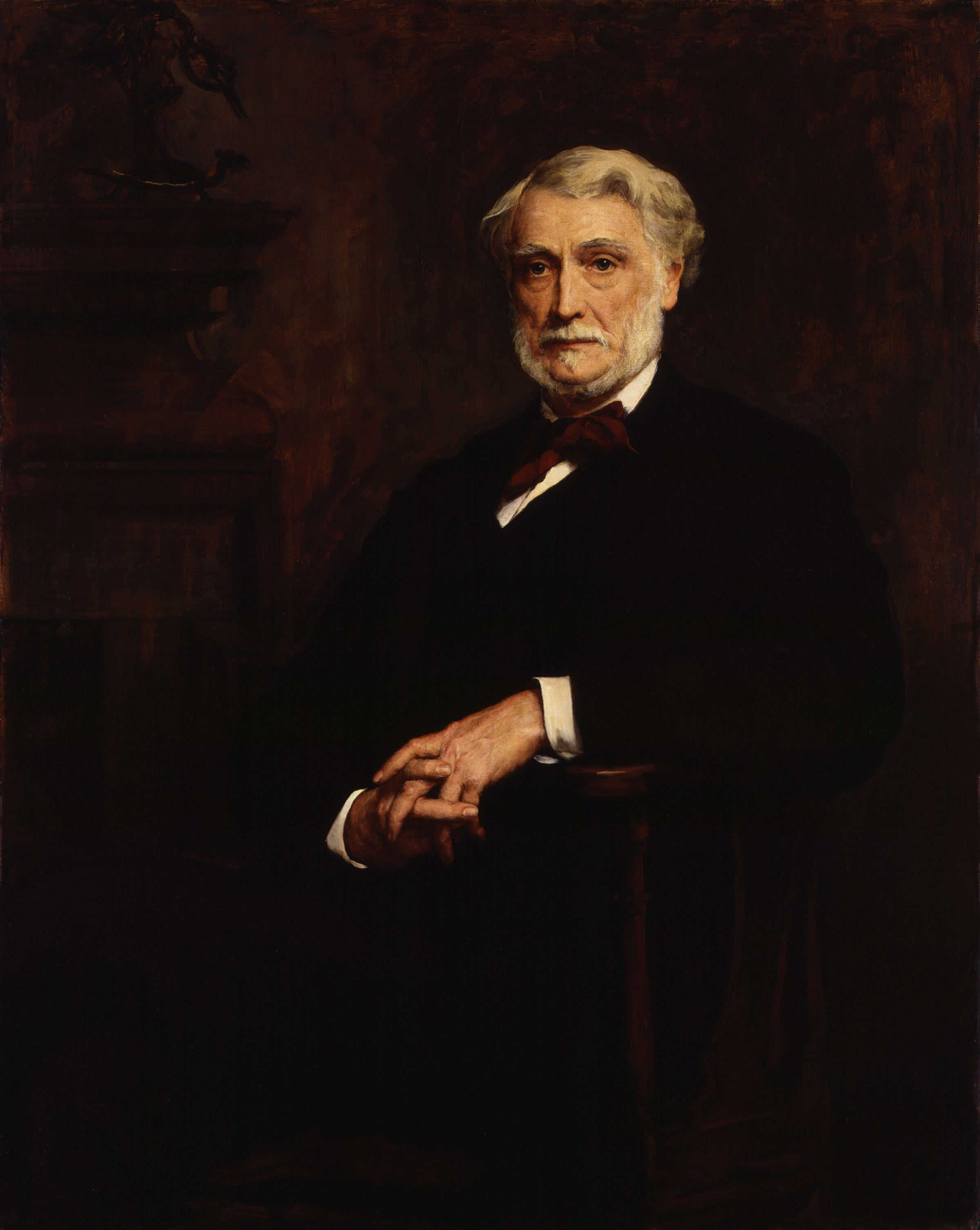
John Manners